# Jim Smith (Leichtathlet)
Jim Smith (eigentlich James Rew Smith; * 11. August 1946) ist ein ehemaliger britischer Zehnkämpfer.
Bei den British Commonwealth Games 1970 in Edinburgh wurde für England startend Vierter.
Seine persönliche Bestleistung von 6791 Punkten stellte er am 7. Juli 1968 in London auf.